# 萨莱斯皮斯
萨莱斯皮斯（法語：Sallespisse，法語發音：[salɛspis]）是法国大西洋比利牛斯省的一个市镇，属于波城区。

## 地理
萨莱斯皮斯（43°31'25"N, 0°42'47"W）面积15.18 平方千米，位于法国新阿基坦大区大西洋比利牛斯省，该省份为法国东南部省份，涵盖了贝阿恩与北巴斯克，西临大西洋比斯開灣，北至朗德省，东北接热尔省，东临上比利牛斯省，南与西班牙接壤。
与萨莱斯皮斯接壤的市镇（或旧市镇、城区）包括：博讷加尔德、巴朗桑、博尼特、奥尔泰兹、索德纳瓦耶。

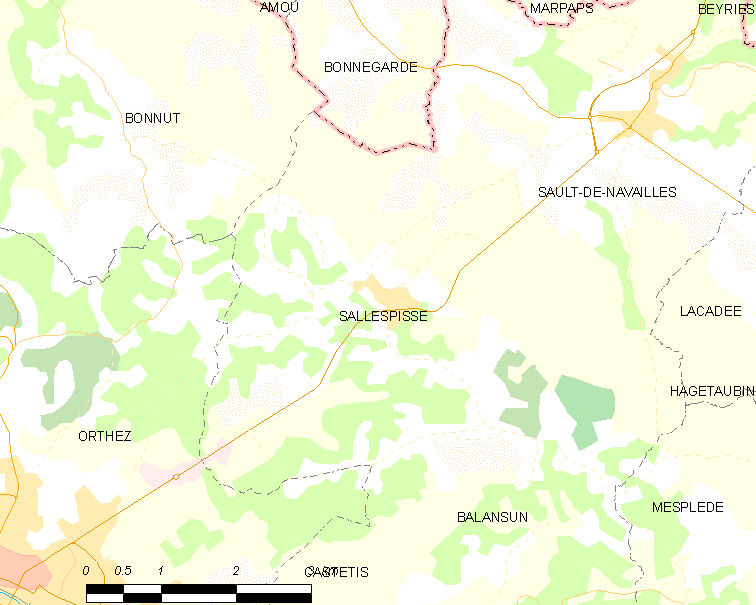
萨莱斯皮斯的OSM定位图

萨莱斯皮斯的时区为UTC+01:00、UTC+02:00（夏令时）。

## 行政
萨莱斯皮斯的邮政编码为64300，INSEE市镇编码为64501。

## 政治
萨莱斯皮斯所属的省级选区为阿尔蒂克斯和苏贝斯特尔地区县。

## 人口

1962-2008年间萨莱斯皮斯人口变化图示

萨莱斯皮斯于2022年1月1日时的人口数量为585人。